# 史蒂文·迪克
史蒂文·迪克（英語：Steven Dick，1982年5月16日—2020年3月24日）是一名英国外交官。他在任时担任英国驻匈牙利大使馆副馆长。

## 平生
迪克在2008年加入了英国外交和联邦事务部，并曾在阿富汗喀布尔和沙特阿拉伯利雅得工作。
迪克在2019年6月来到匈牙利，在佩奇学习了一段时间的匈牙利语后，被借调到匈牙利政府处理匈英关系。他在当年七月底开始在英国驻匈牙利领事馆工作。
2020年3月25日，英国驻匈牙利领事馆宣布迪克死于COVID-19，年仅37岁。他在死前检测出COVID-19阳性。